# NGC 6778
NGC 6778 (ook: NGC 6785) is een planetaire nevel in het sterrenbeeld Arend. Het hemelobject werd op 21 mei 1825 ontdekt door de Britse astronoom John Herschel.

## Edward Emerson Barnard'sHagedis
Ten noordnoordwesten van NGC 6778 bevindt zich een boogvormig complex van donkere stofwolken dat door de Amerikaanse astronoom Edward Emerson Barnard met behulp van een Schmidt camera was gefotografeerd en vervolgens opgenomen werd in diens catalogus van donkere wolken in de melkweg. Net ten noordwesten van NGC 6778 is Barnard 139 te vinden, die de kop vormt van hetgeen Barnard The Lizard noemde (De Hagedis). Het volledige lichaam van The Lizard strekt zich een tweetal graden noordwaarts uit tot aan de dubbelster 23 Aquilae, en bestaat hoofdzakelijk uit Barnard 138. Hetgeen volgens Barnard een der twee voorpoten van de hagedis was kreeg het nummer 137, en bevindt zich pal westwaarts van Barnard 139.

## Synoniemen
- PK 34-6.1